# Fujiwara no Nakafumi
Fujiwara no Nakafumi (japanski 藤原 仲文, ふじわら の なかふみ) (1. godina Enchōa / 923. – 3. godina Shōryakua / 992.) je bio japanski plemić i pjesnik koji je djelovao sredinom razdoblja Heiana. Spominje ga se i pod imenom Nakafun.
Japanski pjesnik Fujiwara no Kintō ga je razvrstao u Trideset i šest besmrtnih pjesnika kao primjera waka pjesništva. Nakafumijeve pjesme se nalaze u nekoliko carskih pjesničkih antologija, među kojima je i Chokusen Wakashū. Sačuvana je osobna zbirka pjesama znana kao Nakafumishū.

## Vanjske poveznice
- Nakafumijeve pjesme (japanski)